# Дор (Архангельська область)
Дор (рос. Дор) — присілок в Коноському районі Архангельської області Російської Федерації.
Населення становить 20 осіб. Входить до складу муніципального утворення селище Мирний.

## Історія
Від 2004 року входить до складу муніципального утворення селище Мирний.

## Населення
| 2002 | 2010 | 2012 |
| ---- | ---- | ---- |
| 47   | ↘20  | →20  |